# Mamianqun
 (juillet 2025).
Vous pouvez aider à l'améliorer ou bien discuter des problèmes sur sa page de discussion.
- Son texte doit être wikifié : il ne correspond pas à la mise en forme Wikipédia (style, typographie, liens internes, liens entre les wikis, etc.). (Marqué depuis juillet 2022)
- Il n’est pas rédigé dans un style encyclopédique. (Marqué depuis juillet 2022)
- La traduction doit être revue. Le contenu est difficilement compréhensible à cause d’erreurs de traduction, peut-être dues à l’utilisation d’un logiciel de traduction automatique. (Marqué depuis juillet 2022)

Mamianqun (Chinois implifié : 马面裙 ; Chinois traditionnel : 馬面裙; pinyin : mǎmiànqún; lit. 'Jupe tête de cheval'), également connue sous le nom de mamianzhequn (Chinois simplifié : 马面褶裙 ; Chinois traditionnel : 馬面褶裙; lit. 'Jupe plissée tête de cheval'), parfois simplement appelée 'tablier' (un terme générique pour désigner les jupes de style chinois) ou paired apron en anglais bien qu'elles ne soient pas des tabliers tels que définis dans le dictionnaire, est un type de qun (chinois : 裙 ; pinyin : qún ; litt. « jupe » ), une jupe chinoise traditionnelle portée par les femmes chinoises Han,,. Elle est née sous les dynasties Song et Liao et est devenue populaire en raison de sa fonctionnalité et de son style esthétique. Depuis lors, elle continua à être portée sous les dynasties Yuan, Ming et Qing, en république de Chine, et ne disparut que dans les années 1920 et 1930. La mamianqun regagne en popularité au XXIe siècle grâce au mouvement Hanfu.

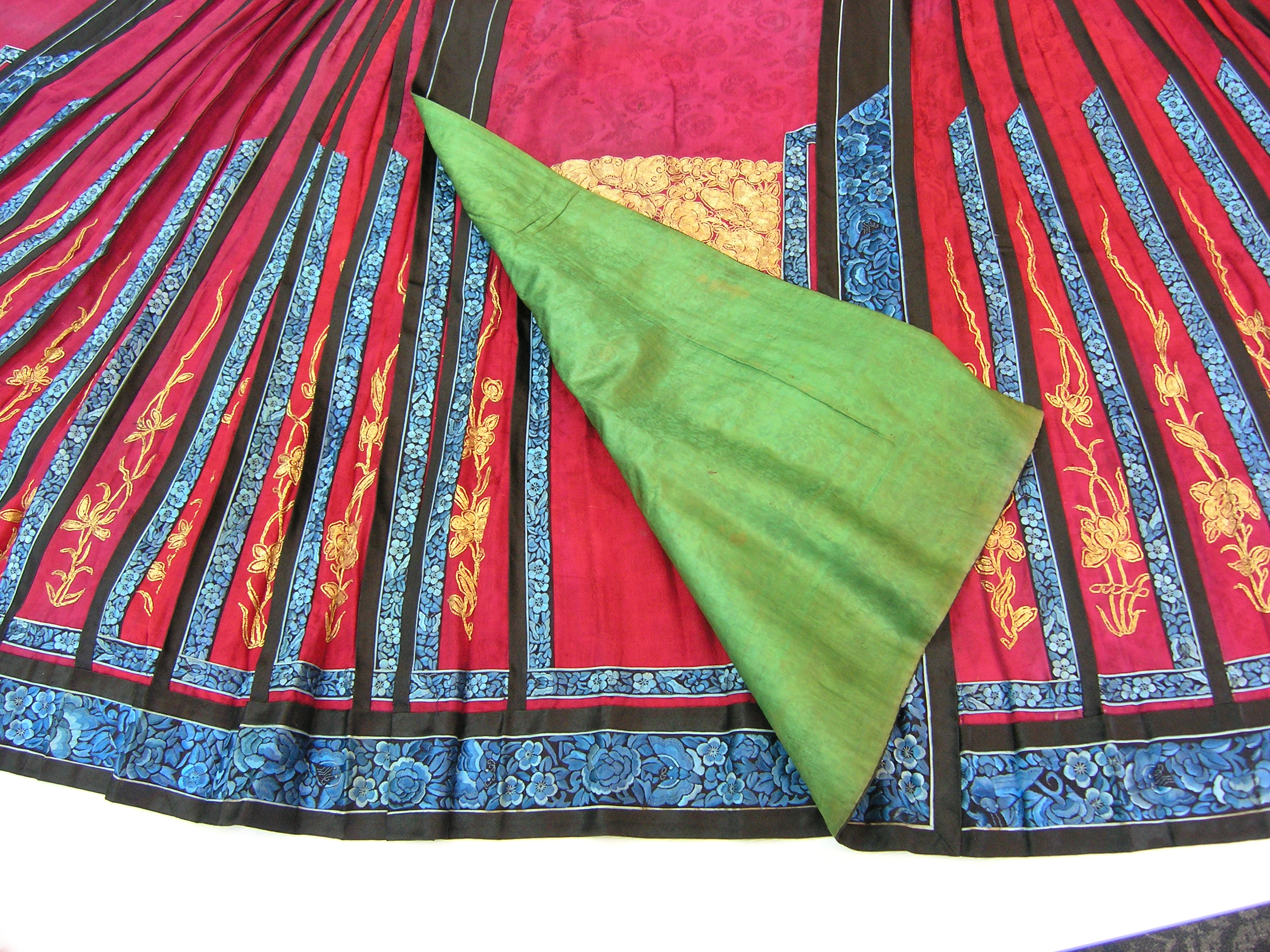
Chevauchement avant du mamianqun.

La jupe mamianqun est composée de deux tissus superposés qui s'enroulent autour du bas du corps. Elle a un panneau droit à l'avant et à l'arrière de la jupe. Il est orné de panneaux latéraux plissés,. Des ouvertures à l'avant et à l'arrière de la jupe facilitent la pratique de l'équitation. Les jupes étaient nouées avec des liens qui s'étendaient au-delà de la largeur de la jupe à la ceinture.

Sous la dynastie Qing, la ceinture était large, sans décorations ; elle était faite de matériaux différents de la jupe et était faite d'un tissu moins cher que la jupe car elle était cachée par les vêtements supérieurs.

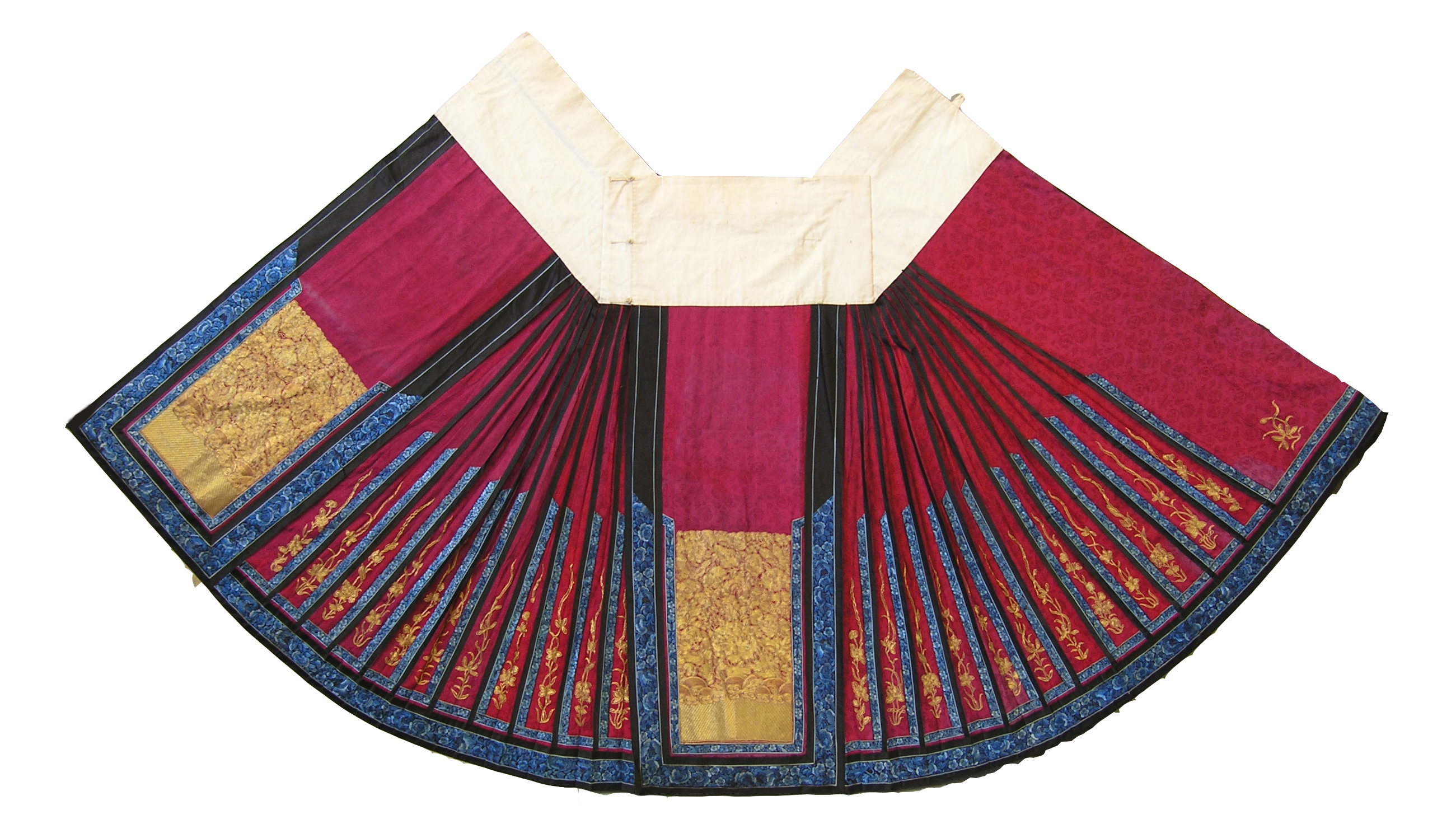
Mamianqun de la dynastie Qing (aperçu), fin du XIXe siècle-début du XXe siècle

## Histoire
Les artefacts de jupes enveloppées portés par les femmes chinoises sont apparus dès les dynasties Zhou  et Han .

### Dynastie Song et Liao
La mamianqun trouve son origine dans les dynasties Song (960 – 1279 apr. J.-C.) et Liao (916 – 1125 apr. J.-C.). Sous la dynastie Song, la mamianqun est apparue pour la première fois et semble avoir absorbée certaines influences des vêtements portés par ses voisins nomades.
Il existe deux formes de jupes enveloppées qui sont toutes deux liées aux premiers prototypes du mamianqun et la mamianqun a continuée à être utilisée sous la dynastie Qing. Ces deux formes de jupes enveloppées ont été trouvées dans la tombe de la dynastie Song de Huang Sheng à Fuzhou, dans la province du Fujian .
La première jupe prototype de mamianqun trouvée dans la tombe de Huang Sheng était en soie unie avec une couche de renfort au centre de la jupe et des bordures de motifs sur un côté, sur l'ourlet et sur un côté du panneau central. Elle était composée de 2 morceaux de tissu qui se chevauchaient dans la région centrale à l'avant et à l'arrière ; les ouvertures de la jupe permettaient l'équitation. Elle avait également une large ceinture et était fermée par des liens; la ceinture était faite d'un tissu différent de celui utilisé dans la jupe. Cependant, la jupe ressemblait à une jupe enveloppante et n'avait pas de plis comme la mamianqun des siècles suivants et restreignait donc les mouvements; cette forme de jupe est connue sous le nom de liangpianqun (chinois simplifié : 两片裙 ; pinyin : liǎngpiànqún ; litt. « jupe deux pièces »), ou xuanqun (chinois simplifié : 旋裙 ; pinyin : xuánqún ; litt. « jupe tourbillon »).
Le deuxième prototype issu de la tombe de Huang Sheng était en soie fine imprimé d'un motif à gros points sur toute la jupe ; cette jupe était densément plissée à l'exception des deux sections aux deux bords de la jupe et la ceinture était faite du même tissu que la jupe. Cette forme de jupe est maintenant appelée baidiequn (百迭裙).

### Dynastie Yuan
Sous la dynastie Yuan, la mamianqun, composée de deux tissus que l'on pouvait retrouver plissé, fit son apparition. La ceinture était faite d'un tissu différent de celui utilisé dans la jupe.

### Dynastie Ming
Sous la dynastie Ming, la mamianqun était composé de deux tissus et était profondément plissé. La ceinture était faite d'un tissu différent de celui utilisé dans la jupe.

### Dynastie Qing
Sous la dynastie Qing, la mamianqun était un vêtement à la mode. La mamianqun a également continué à être portée par les mariées chinoises suivant les coutumes vestimentaires de la dynastie Ming.
Au cours de cette période, la confection du mamianqun n'a pas montré de changements significatifs, à l'exception des panneaux latéraux qui ont commencé à montrer quelques variations en termes de largeur et de nombre de fuseaux et de techniques de plis. La ceinture du mamianqun à cette époque était plus grande que celle portée dans les dynasties précédentes. Plusieurs mamianqun sont conservées dans des musées hors de Chine,,. Les variantes du mamianqun comprenaient la jupe arc -en-ciel (une jupe composée de 12 fuseaux, chaque fuseau ayant un tissu de couleur différente),.

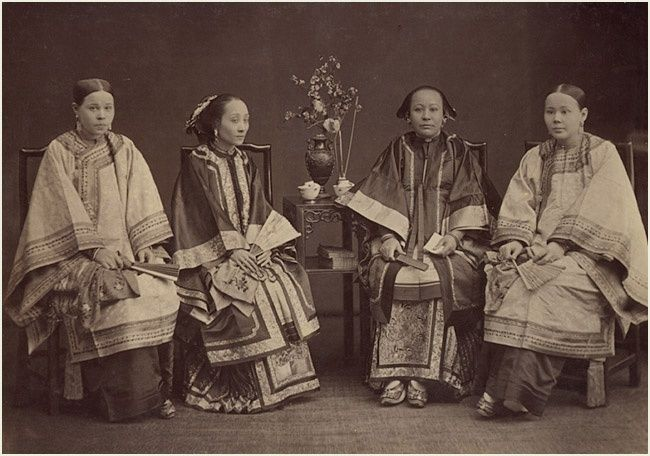
Les femmes Han portant la jupe mamianqun, qui a héritée du style vestimentaire Ming, ont également été influencées par les motifs de style Qing, XIXe siècle.
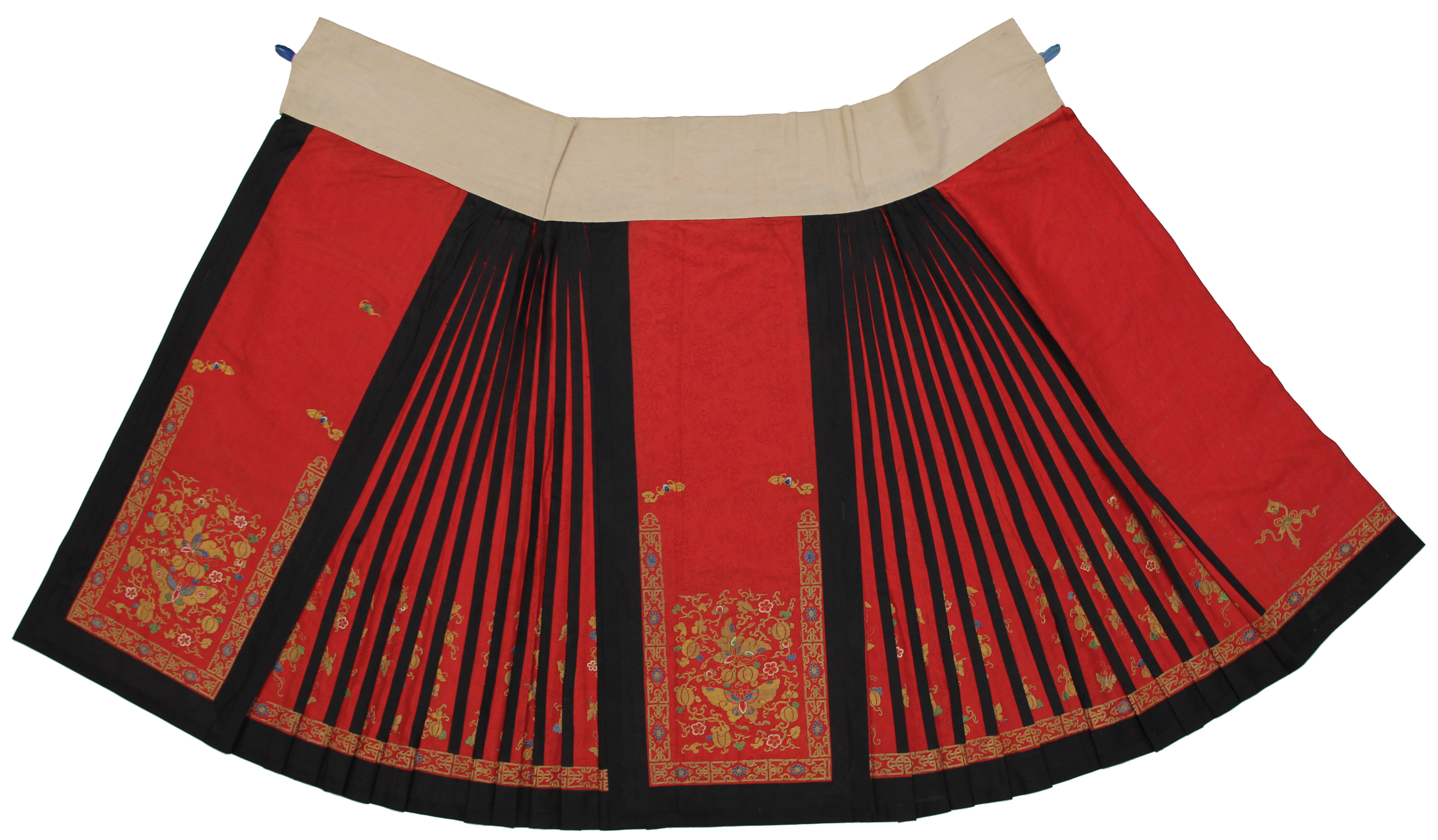
Mamianqun, dynastie Qing.
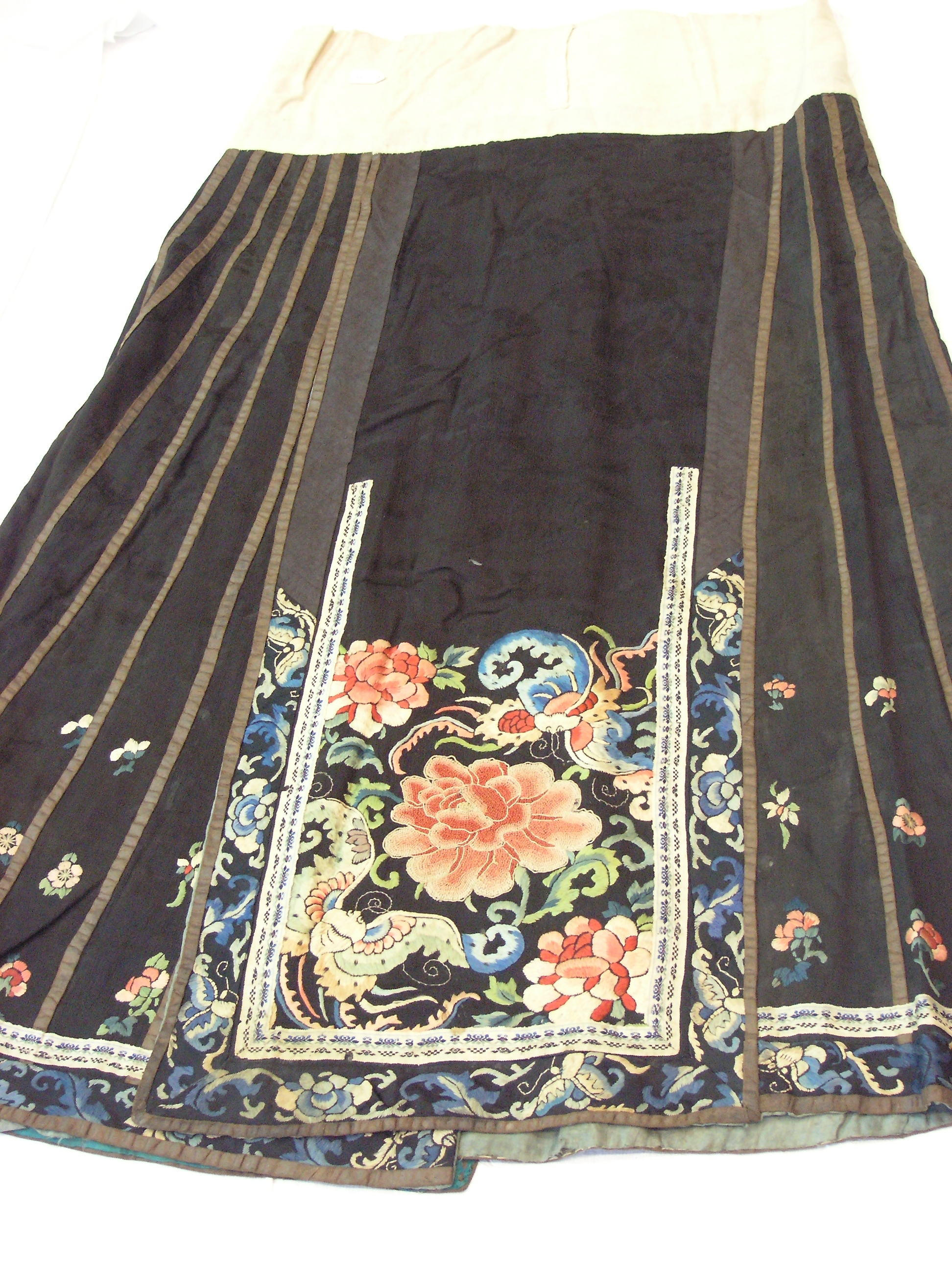
Variation de mamianqun, dynastie Qing.
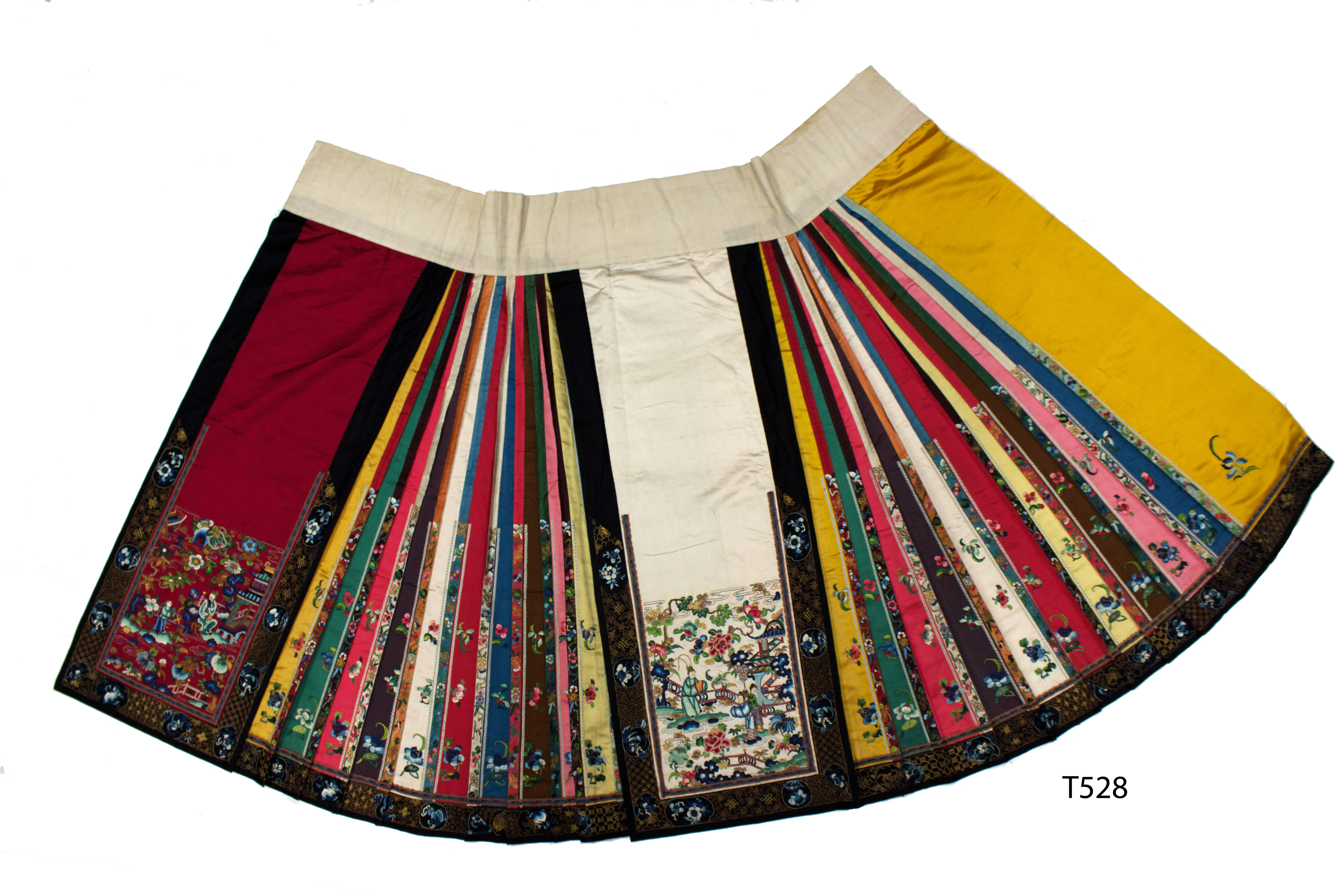
'Rainbow skirt', une variante du mamianqun, dynastie Qing.
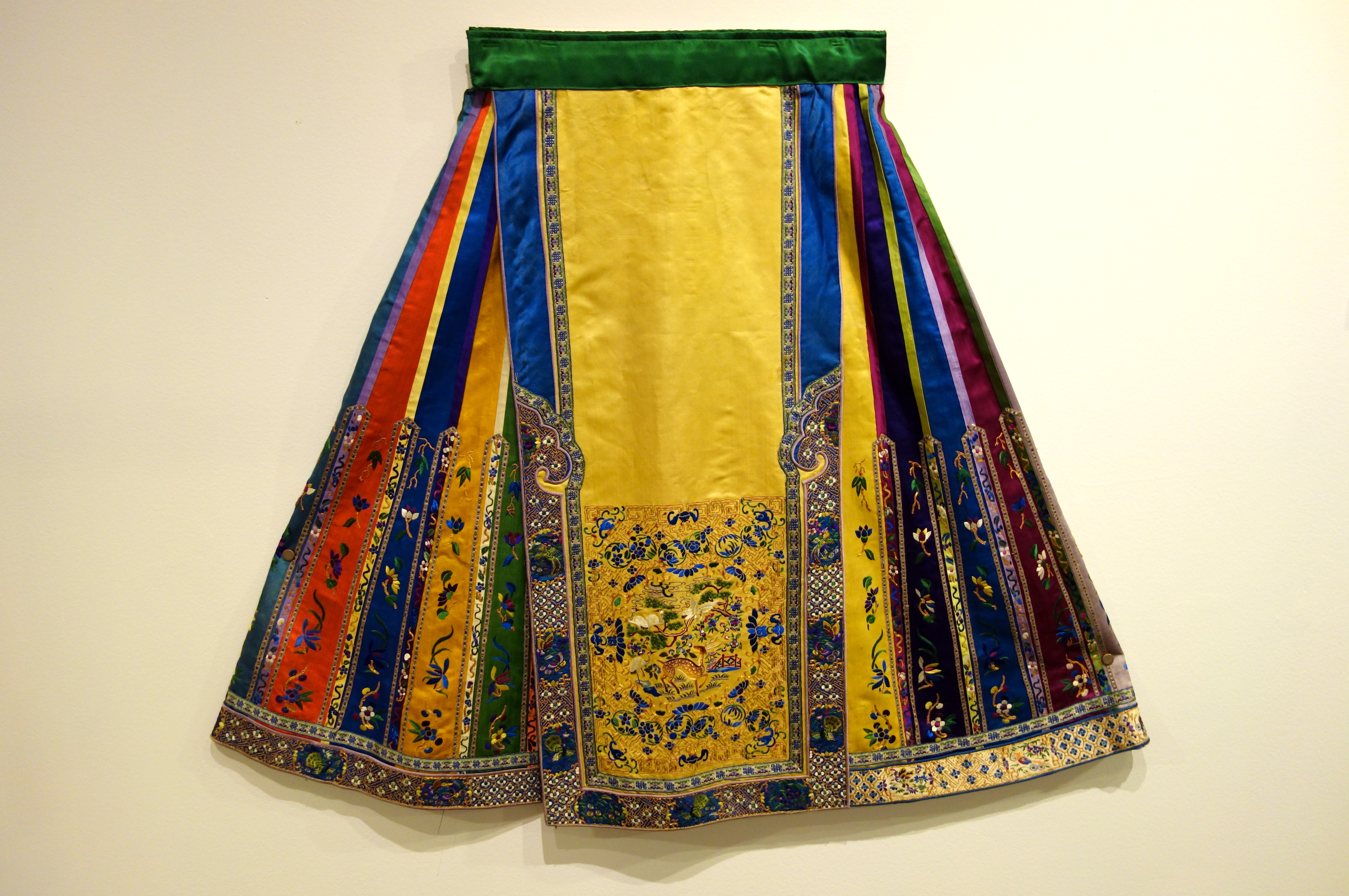
Mamianqun, Chine, fin du XIXe siècle au début du XXe siècle, du Textile Museum of Canada

### XXIesiècle
Au XXIe siècle, le mamianqun de style Ming est devenue une forme de jupe populaire pour les amateurs de hanfu.

## Jupe de mariage
La mangchu, qui pouvait apparaître sous la forme d'une mamianqun, faisait partie de la tenue traditionnelle chinoise de la robe de mariée. Elle était portée avec la mangao.

## Apparition et médias
Un mamianqun rouge mi-mollet avec des broderies de chrysanthèmes a été porté par la princesse Diana le 23 février 1981 lorsqu'elle a posé avec le prince Charles à Clarence House,,. [note 1]